# سیروخالس دل ریو
سیروخالس دل ریو (به اسپانیایی: Cirujales del Río) یک دهستان در اسپانیا است که در سریا واقع شده‌است.

## خصوصیات
سیروخالس دل ریو ۸ کیلومترمربع مساحت و ۳۹ نفر جمعیت دارد.